# Pikis kyrka
Pikis kyrka ligger i Pikis, som numera är en del av S:t Karins i Egentliga Finland. Den tillhör Evangelisk-lutherska kyrkan i Finland.
Kyrkan rymmer 500 personer.

## Historia
I Pikis finns spår av bosättning från och med bronsåldern. På 1100-1200-talet blev regionen uppenbarligen en kyrksocken. Pikis nämns i dokument från år 1331.
Redan under tidig medeltid präglades området av Kungsvägen och Kustö biskopsborg. Flera herrgårdar inrättades på de bördiga markerna i Egentliga Finland. På samma plats, mitt bland bebyggelse, har sockenkyrkan stått i 700 år. 
Pikis församling har sitt ursprung i fornsocknen Pemar som under missionstiden på 1100-talet omvandlades till en stamsocken.  Denna uppdelades på 1200-talet, möjligen under dess andra kvartal, i kyrksocknarna Pemar, Pikis och Sagu. Kyrksocknen omnämns första gången år 1377. I biskopsborgen på Kustö har funnits ett kapell men olika åsikter råder om det fanns en kapellförsamling och om den i så fall låg under Pikis kyrksocken. Den nuvarande stenkyrkan byggdes i huvudsak med sten från Kustö biskopsborg och stod klar år 1755.